# Chané

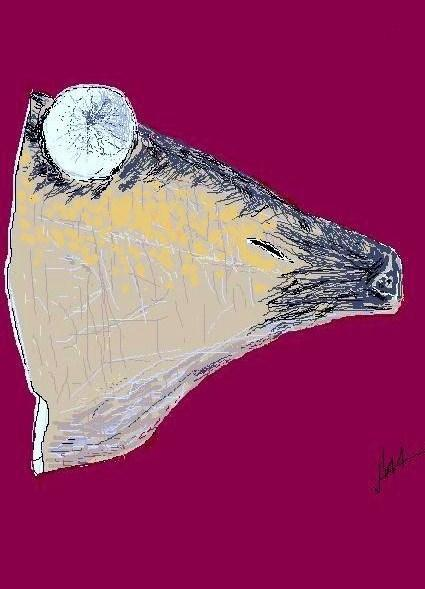
Vue d'un masque rituel représentant le pécari, taillé en bois de Chorisia

Les Chanés (également appelés Tapii en langue guaraníe, c'est-à-dire « esclave ») ou Izoceños, sont une ethnie amérindienne d'origine arawak du Chaco occidental. Il y a plus ou moins 3 000 ans, ils abandonnèrent la région des Guyanes pour migrer vers le sud. Une de leurs partialités s'établit dans les Chaco Central dans les Llanos de Manso du nord-ouest du Chaco argentin actuel et du sud de la Bolivie et accompagna les Chiriguanos dans leur migration vers le nord de l'Argentine.

## Histoire
Il y a des milliers d'années, les Arawaks peuplèrent les îles de la mer Caraïbe, passant d'île en île. Le terme de cette lente expansion fut leur arrivée dans les îles d'Haïti (Île d'Hispaniola) et de Cuba, qui furent peuplées 3 000 ans avant notre ère.
Pour des raisons inconnues, entre 1500 et 800 av. J.-C., des groupes d'Arawaks provenant des terres basses des Guyanes (Suriname) abandonnèrent leur habitat et migrèrent vers le sud.
Des chroniqueurs comme Diego Felipe de Alcaya, parlent d'un peuple vivant entre les contreforts de la cordillère des Andes et le cours moyen du río Guapay. Dans la grande plaine, dans les vallées et tout au long des rives de la rivière, ces communautés s'étaient établies et confédérées sous l'autorité d'un chef, qu'Alcaya désigne avec titre de roi. Celui-ci portait le nom de Grigotá ; il avait une habitation spacieuse et était vêtu d'une espèce de chemise de couleurs vives. Sous ses ordres, disposant de centaines de soldats se trouvaient les caciques, dont il cite les noms de Goligoli, Tundi y Vitupué.
Les Chanés établirent des relations commerciales avec les Quechuas de l'Empire Inca et avec des tribus arawaks comme les Moxos. L'Inca dans son désir d'expansion de son empire vers le sud-est envoya le prince Guacane qui parvint à un accord avec Grigotá pour contrer les attaques des puissantes hordes guaranies, et fonda une ville à côté du temple pré-incaique du fort de Samaipata. Les Quechuas construisirent plusieurs forts dans les vallées peuplées de Chanés, entre la Serranía de la Siberia et le río Guapay.
À la suite de l'arrivée des Espagnols et de l'ébranlement de l'Empire Inca, les Guaranís (à qui on donne aussi le nom de Chiriguanos) envahirent les plaines et les vallées chanés, mettant en déroute l'Inca Guacane et son frère Condori, et les soldats quechuas se retirèrent vers la région de Pojo. Les Guaranis occupèrent Samaipata où ils s'emparèrent des femmes quechuas et chanés. Le roi Grigotá obtint cependant une victoire contre les Chiriguanos, mais bientôt son territoire succomba également à l'invasion guaranie et ceux-ci dominèrent toute la région.
Les Chanés furent dès lors réduits en esclavage par les Chiriguanos. Ils conservèrent leur identité ethnique, mais perdirent leur langue arawak originelle, il y a aujourd'hui plus ou moins 300 ans, adoptant une forme de guaraní. Beaucoup de femmes chanés furent prises comme épouses par leurs maîtres guaranis, ce qui donna lieu à une certaine fusion des deux peuples.
En 1890, l'armée bolivienne mit les Chiriguanos en déroute, et les Chanés de Bolivie parvinrent ainsi à se libérer de l'esclavage.

## Génétique
Une étude de 2017 portant sur un ancien individu de la grotte Tianyuan en Chine, vieux d'environ 40 000 ans montre que les Chanés partagent plus d'allèles dérivés de cet individu de Tianyuan que toutes les autres populations amérindiennes. Ils partagent également plus d'allèles dérivés avec les populations papoues et onges actuelles que toutes les autres populations amérindiennes. Ces résultats semblent indiquer qu'au moins deux populations ancestrales différentes auraient contribué à l'ascendance des populations amérindiennes.